# Парламентарни избори у Краљевини Србији 1903.
Избори за народне посланике Краљевине Србије 1903. су одржани 8. септембра 1903.
Избори су извршени на основу Устава из 1903, и по органским законима који су из њега проистекли, a дали су већину Народној радикалној странци.
За пријављивање у бирачки списак, свако је требало да пријави церз ба бази минималног непосредног пореза од 15 динара, а Устав из 1903. је предвиђао да се поред пореза ту урачунава и прирез. Гласало се убацивањем гумене куглице (пречника 15 mm са утиснутим грбом Краљевине Србије) у бирачке кутије појединачних изборних листа. Бирачке кутије су биле од лима и отварале су се са три различита кључа. На њима је био утиснут грб Краљевине Србије и редни број кутије. Редослед кутија одређиван је на оснуву редоследа потврђивања листе на нивоу изборних округа. 
Изборни систем је био пропорционалан, а изборне јединице су биле, седамнаест округа где је на једног посланика долазило око 4.500 пореских глава, а затим и 24 вароши. Број посланика је био да је Београд давао четири посланика, Ниш и Крагујевац по два а остале по једног. У варошима је важио двокружни већински систем а у други круг су улазили сви кандидати а изабран је онај са релативном већином. 
На изборе је изашло 226.400 гласача од 503.385 регистрованих гласача (52,9%). 
За председника скупштине је изабран Аца Станојевић, а за председника владе Сава Грујић. Влада Народне радикалне странке и Самосталне радикалне странке трајала је до 1904. када је обновљен сукоб између странака а влада поднела оставку и расписани су нови избори.

## Резултати
| Странка                                  | Посланици | Удео посланика | Гласови | Удео гласова |
| ---------------------------------------- | --------- | -------------- | ------- | ------------ |
| Народна радикална странка                | 75        | 46,9           | 95.883  | 36,0         |
| Самостална радикална странка             | 66        | 41,3           | 88.650  | 33,3         |
| Национална странка                       | 17        | 10,6           | 47.298  | 17,8         |
| Српска напредна странка                  | 1         | 0,6            | 15.958  | 6,0          |
| Српска социјалдемократска странка        | 1         | 0,6            | 2.627   | 1,0          |
| Народна радикална странка - дисиденти    | 0         | 0              | 6.159   | 2,3          |
| Самостална радикална странка - дисиденти | 0         | 0              | 8.644   | 3,2          |
| Независне листе                          | 0         | 0              | 1.181   | 0,4          |